# Flak

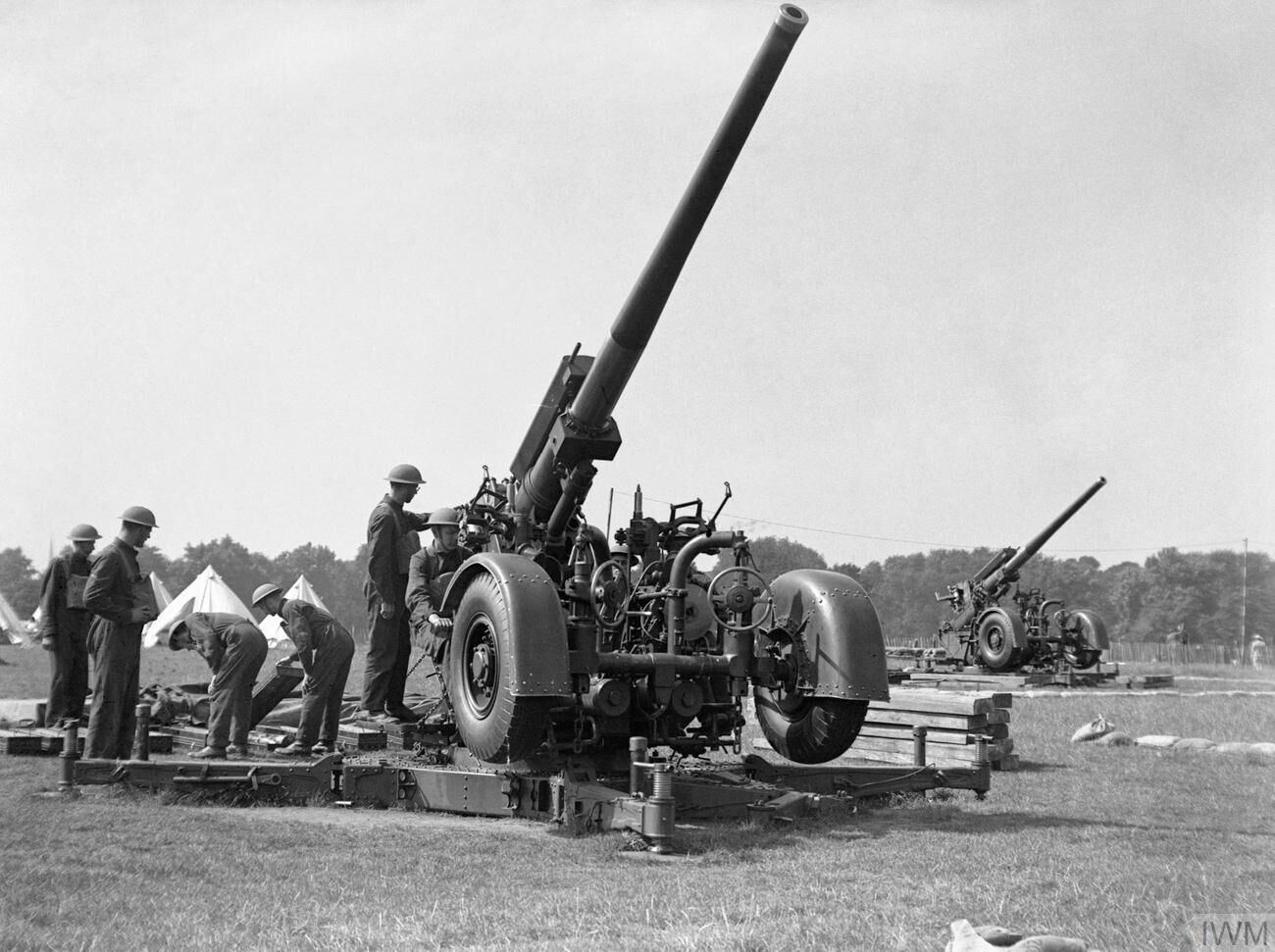
Artilharia antiaérea britânica em ação no Hyde Park, em Londres, 1939.

FLAK é uma expressão que foi intensamente utilizada durante a Segunda Guerra Mundial. As letras que formam esta expressão vem do alemão Flugabweherkanone que, em tradução literal, poderia ser entendida como "canhão de defesa contra aviões". 
Na realidade, Flak é o termo alemão para artilharia antiaérea. Durante a Segunda Guerra Mundial, as armas utilizadas contra aviões eram, essencialmente, as metralhadoras pesadas, os canhões de repetição e os canhões de grosso calibre, estes com tiros por saturação de área usando projéteis com regulação por altitude.
O termo Flak, por ser curto e simples, acabou sendo adotado pelos militares aliados para referir-se à artilharia antiaérea alemã, durante o conflito. Chegou mesmo a ser usado pelos militares brasileiros que atuaram no 1.º Grupo de Aviação de Caça, durante a Segunda Guerra Mundial, no teatro de operações da Itália. O hino da Aviação de Caça Brasileira faz referência ao termo em sua letra.